# Province de Turin
La province de Turin (provincia di Torino en italien) est une ancienne province italienne, dans la région du Piémont, dont le chef-lieu était Turin. Elle est remplacée par la ville métropolitaine de Turin depuis le 1er janvier 2015.

## Géographie
D'une superficie de 6 829 km2, son territoire correspondait exactement à celui de la ville métropolitaine de Turin qui lui a succédé.

## Histoire
Quelques régions parmi les plus élevées des Alpes turinoises ont été marquées par un caractère francophone vivace qui a résisté, y compris pendant la politique mussolinienne d'italianisation forcée. Il s'agit d'une part des Vallées cédées au duché de Savoie par la France en 1713, et d'autre part des Vallées vaudoises qui furent peuplées par des protestants français réfugiés.
- Les vallées cédées ou Dauphiné italien, ayant constitué à partir de 1343 une partie des Escartons du Briançonnais
  - Les vallées d'Oulx, en amont de Suse
  - Le haut val Cluson
  - Le haut val de la Varache, également appelé la Castelade
- Les vallées vaudoises, qui ont fait partie de la France durant la Révolution française et le Premier Empire
  - Le val Saint-Martin ou val Germanasque
  - Le val d'Angrogne
  - Le val Pellis ou val de la Tour.
- Les vallées arpitanes du Piémont : les hautes vallées entre la partie nord du val de Suse font partie du domaine linguistique francoprovençal, au même titre que la Vallée d'Aoste, la Savoie, le Dauphiné, la Bresse, le Bugey, le Lyonnais, la Franche-Comté, la majeure partie de la Suisse romande et le Forez.

## Politique
Province de gauche, Turin a renouvelé son conseil provincial en juin 2009. La composition issue de ce scrutin est la suivante :
- Parti démocrate : 17 sièges
- Le Peuple de la liberté : 11 sièges
- Italie des valeurs : 5 sièges
- Ligue du Nord : 4 sièges
- Union de centre : 2 sièges
- Modérés pour le Piémont : 1 siège
- Gauche pour la Province de Turin : 1 siège
- Liste locale Claudia Porchietto : 1 siège.

## Nature
Le Parc national du Grand Paradis se trouve en partie sur le territoire de la province de Turin.

## Divers
La province de Turin est membre de l'association trans-nationale L'Arc Latin.